# Eleições legislativas portuguesas de 2015 nos Açores
| Eleições legislativas portuguesas de 2015 Distritos: Aveiro \| Beja \| Braga \| Bragança \| Castelo Branco \| Coimbra \| Évora \| Faro \| Guarda \| Leiria \| Lisboa \| Portalegre \| Porto \| Santarém \| Setúbal \| Viana do Castelo \| Vila Real \| Viseu \| Açores \| Madeira \| Estrangeiro |

## Resultados por concelho
Os resultados nos concelhos da Região Autónoma dos Açores foram os seguintes:

### Angra do Heroísmo
| Partido                 | Partido                        | Votos  | %               | +/-   |
| ----------------------- | ------------------------------ | ------ | --------------- | ----- |
|                         | Partido Socialista             | 6 034  | 41,56 / 100,00  | 15,47 |
|                         | Partido Social Democrata       | 4 762  | 32,80 / 100,00  | 12,71 |
|                         | Aliança Açores                 | 1 193  | 8,22 / 100,00   | 6,49  |
|                         | Bloco de Esquerda              | 1 033  | 7,11 / 100,00   | 2,68  |
|                         | Coligação Democrática Unitária | 313    | 2,16 / 100,00   | 0,09  |
|                         | Outros                         | 485    | 3,33 / 100,00   |       |
| Votos Inválidos         | Votos Inválidos                | 699    | 4,81 / 100,00   | 0,05  |
| Total                   | Total                          | 14 519 | 100,00 / 100,00 |       |
| Eleitorado/Participação | Eleitorado/Participação        | 32 983 | 44,02 / 100,00  | 0,69  |

| Freguesia                          | %     | %     | %     | %     | %    | Votantes |
| Freguesia                          | PS    | PSD   | AA    | BE    | CDU  | Votantes |
| ---------------------------------- | ----- | ----- | ----- | ----- | ---- | -------- |
| Altares                            | 40,44 | 39,71 | 8,09  | 3,68  | 0,98 | 408      |
| Angra (Nossa Senhora da Conceição) | 44,65 | 25,94 | 7,55  | 8,76  | 2,87 | 1 496    |
| Angra (Santa Luzia)                | 45,06 | 27,47 | 7,71  | 7,51  | 2,77 | 1 012    |
| Angra (São Pedro)                  | 39,19 | 31,27 | 10,94 | 7,72  | 2,70 | 1 554    |
| Angra (Sé)                         | 32,56 | 31,41 | 18,50 | 5,97  | 2,70 | 519      |
| Cinco Ribeiras                     | 32,73 | 39,70 | 7,88  | 7,58  | 1,82 | 330      |
| Doze Ribeiras                      | 49,59 | 35,95 | 2,48  | 1,24  | 1,65 | 242      |
| Feteira                            | 38,74 | 38,08 | 8,28  | 6,95  | 1,49 | 604      |
| Porto Judeu                        | 36,71 | 43,27 | 6,01  | 5,12  | 2,11 | 899      |
| Posto Santo                        | 48,27 | 27,94 | 3,93  | 7,85  | 2,08 | 433      |
| Raminho                            | 37,10 | 45,97 | 3,23  | 4,44  | 1,21 | 248      |
| Ribeirinha                         | 43,93 | 41,53 | 4,87  | 2,86  | 1,08 | 1 293    |
| Santa Bárbara                      | 40,71 | 36,96 | 9,46  | 3,57  | 2,14 | 560      |
| São Bartolomeu dos Regatos         | 31,03 | 37,52 | 8,28  | 9,52  | 2,07 | 725      |
| São Bento                          | 46,85 | 26,87 | 8,09  | 9,63  | 1,66 | 841      |
| São Mateus da Calheta              | 49,02 | 21,19 | 7,82  | 10,40 | 3,36 | 1 279    |
| Serreta                            | 42,47 | 33,87 | 6,99  | 6,99  | 1,08 | 186      |
| Terra Chã                          | 41,79 | 30,50 | 7,28  | 9,79  | 2,43 | 1 072    |
| Vila de São Sebastião              | 37,29 | 37,90 | 13,08 | 5,01  | 0,73 | 818      |
| Angra do Heroísmo                  | 41,56 | 32,80 | 8,22  | 7,11  | 2,16 | 14 519   |

### Calheta
| Partido                 | Partido                        | Votos | %               | +/-   |
| ----------------------- | ------------------------------ | ----- | --------------- | ----- |
|                         | Partido Social Democrata       | 810   | 48,56 / 100,00  | 13,96 |
|                         | Partido Socialista             | 510   | 30,58 / 100,00  | 11,67 |
|                         | Aliança Açores                 | 105   | 6,29 / 100,00   | 3,58  |
|                         | Bloco de Esquerda              | 92    | 5,52 / 100,00   | 3,62  |
|                         | Coligação Democrática Unitária | 32    | 1,92 / 100,00   | 0,75  |
|                         | Outros                         | 37    | 2,22 / 100,00   |       |
| Votos Inválidos         | Votos Inválidos                | 82    | 4,92 / 100,00   | 1,63  |
| Total                   | Total                          | 1 668 | 100,00 / 100,00 |       |
| Eleitorado/Participação | Eleitorado/Participação        | 3 649 | 45,71 / 100,00  | 1,81  |

| Freguesia                       | %     | %     | %    | %    | %    | Votantes |
| Freguesia                       | PSD   | PS    | AA   | BE   | CDU  | Votantes |
| ------------------------------- | ----- | ----- | ---- | ---- | ---- | -------- |
| Calheta                         | 33,04 | 39,37 | 6,68 | 8,08 | 3,16 | 569      |
| Norte Pequeno                   | 60,91 | 20,91 | 6,36 | 2,73 | 1,82 | 110      |
| Ribeira Seca                    | 56,32 | 24,83 | 6,90 | 6,67 | 0,69 | 435      |
| Santo Antão                     | 58,75 | 25,31 | 4,69 | 3,44 | 0,94 | 320      |
| Topo (Nossa Senhora do Rosário) | 52,14 | 31,62 | 6,41 | 1,28 | 2,56 | 234      |
| Calheta                         | 48,56 | 30,58 | 6,29 | 5,52 | 1,92 | 1 668    |

### Corvo
| Partido                 | Partido                        | Votos | %               | +/-   |
| ----------------------- | ------------------------------ | ----- | --------------- | ----- |
|                         | Partido Socialista             | 107   | 56,61 / 100,00  | 19,17 |
|                         | Aliança Açores                 | 40    | 21,16 / 100,00  | 9,09  |
|                         | Partido Social Democrata       | 19    | 10,05 / 100,00  | 13,54 |
|                         | Bloco de Esquerda              | 3     | 1,59 / 100,00   | 1,08  |
|                         | Nós, Cidadãos!                 | 3     | 1,59 / 100,00   | Novo  |
|                         | Coligação Democrática Unitária | 2     | 1,06 / 100,00   | 2,02  |
|                         | Pessoas–Animais–Natureza       | 2     | 1,06 / 100,00   | 0,55  |
|                         | Outros                         | 0     | 0,00 / 100,00   |       |
| Votos Inválidos         | Votos Inválidos                | 13    | 6,88 / 100,00   | 3,29  |
| Total                   | Total                          | 189   | 100,00 / 100,00 |       |
| Eleitorado/Participação | Eleitorado/Participação        | 338   | 55,92 / 100,00  | 0,05  |

| Freguesia | %     | %     | %     | %    | %    | %    | %    | Votantes |
| Freguesia | PS    | AA    | PSD   | BE   | NC   | PAN  | CDU  | Votantes |
| --------- | ----- | ----- | ----- | ---- | ---- | ---- | ---- | -------- |
| Corvo     | 56,61 | 21,16 | 10,05 | 1,59 | 1,59 | 1,06 | 1,06 | 189      |
| Corvo     | 56,61 | 21,16 | 10,05 | 1,59 | 1,59 | 1,06 | 1,06 | 189      |

### Horta
| Partido                 | Partido                         | Votos  | %               | +/-   |
| ----------------------- | ------------------------------- | ------ | --------------- | ----- |
|                         | Partido Socialista              | 2 346  | 37,42 / 100,00  | 13,11 |
|                         | Partido Social Democrata        | 2 318  | 36,98 / 100,00  | 12,21 |
|                         | Bloco de Esquerda               | 466    | 7,43 / 100,00   | 4,01  |
|                         | Coligação Democrática Unitária  | 283    | 4,51 / 100,00   | 0,72  |
|                         | Aliança Açores                  | 205    | 3,27 / 100,00   | 6,29  |
|                         | Partido Democrático Republicano | 67     | 1,07 / 100,00   | Novo  |
|                         | Outros                          | 209    | 3,34 / 100,00   |       |
| Votos Inválidos         | Votos Inválidos                 | 375    | 5,98 / 100,00   | 0,30  |
| Total                   | Total                           | 6 269  | 100,00 / 100,00 |       |
| Eleitorado/Participação | Eleitorado/Participação         | 13 072 | 47,96 / 100,00  | 1,71  |

| Freguesia           | %     | %     | %     | %    | %    | %    | Votantes |
| Freguesia           | PS    | PSD   | BE    | CDU  | AA   | PDR  | Votantes |
| ------------------- | ----- | ----- | ----- | ---- | ---- | ---- | -------- |
| Capelo              | 36,58 | 30,74 | 10,51 | 5,06 | 2,72 | 1,17 | 257      |
| Castelo Branco      | 42,17 | 32,03 | 5,87  | 4,45 | 2,85 | 3,74 | 562      |
| Cedros              | 21,88 | 59,06 | 5,41  | 3,06 | 4,00 | 0    | 425      |
| Feteira             | 37,58 | 35,51 | 8,76  | 3,34 | 4,30 | 1,11 | 628      |
| Flamengos           | 44,01 | 35,78 | 6,74  | 1,20 | 2,25 | 0,90 | 668      |
| Horta (Angústias)   | 40,14 | 31,79 | 8,46  | 6,40 | 3,92 | 0,83 | 969      |
| Horta (Conceição)   | 37,92 | 36,60 | 7,36  | 6,60 | 2,64 | 1,51 | 530      |
| Horta (Matriz)      | 36,67 | 35,08 | 9,02  | 5,55 | 2,58 | 1,19 | 1 009    |
| Pedro Miguel        | 35,83 | 35,83 | 8,14  | 6,51 | 2,93 | 0    | 307      |
| Praia do Almoxarife | 46,17 | 29,63 | 5,68  | 3,21 | 3,70 | 0,49 | 405      |
| Praia do Norte      | 23,94 | 58,45 | 2,11  | 0    | 5,63 | 0    | 142      |
| Ribeirinha          | 36,73 | 39,80 | 4,08  | 5,61 | 1,53 | 0    | 196      |
| Salão               | 16,96 | 57,89 | 7,02  | 3,51 | 5,85 | 0    | 171      |
| Horta               | 37,42 | 36,98 | 7,43  | 4,51 | 3,27 | 1,07 | 6 269    |

### Lagoa
| Partido                 | Partido                        | Votos  | %               | +/-   |
| ----------------------- | ------------------------------ | ------ | --------------- | ----- |
|                         | Partido Socialista             | 2 117  | 45,03 / 100,00  | 15,65 |
|                         | Partido Social Democrata       | 1 527  | 32,48 / 100,00  | 11,37 |
|                         | Bloco de Esquerda              | 407    | 8,66 / 100,00   | 4,07  |
|                         | Coligação Democrática Unitária | 101    | 2,15 / 100,00   | 0,20  |
|                         | Aliança Açores                 | 87     | 1,85 / 100,00   | 10,58 |
|                         | Nós, Cidadãos!                 | 54     | 1,15 / 100,00   | Novo  |
|                         | Pessoas–Animais–Natureza       | 47     | 1,00 / 100,00   | 0,08  |
|                         | Outros                         | 126    | 2,67 / 100,00   |       |
| Votos Inválidos         | Votos Inválidos                | 235    | 5,00 / 100,00   | 0,52  |
| Total                   | Total                          | 4 701  | 100,00 / 100,00 |       |
| Eleitorado/Participação | Eleitorado/Participação        | 12 603 | 37,30 / 100,00  | 0,75  |

| Freguesia                        | %     | %     | %     | %    | %    | %    | %    | Votantes |
| Freguesia                        | PS    | PSD   | BE    | CDU  | AA   | NC   | PAN  | Votantes |
| -------------------------------- | ----- | ----- | ----- | ---- | ---- | ---- | ---- | -------- |
| Água de Pau                      | 50,00 | 32,98 | 6,06  | 1,63 | 2,10 | 1,17 | 1,05 | 858      |
| Cabouco                          | 48,14 | 31,52 | 7,14  | 1,71 | 1,24 | 0,31 | 1,24 | 644      |
| Lagoa (Nossa Senhora do Rosário) | 44,12 | 32,21 | 9,97  | 2,34 | 2,24 | 0,76 | 0,61 | 1 965    |
| Lagoa (Santa Cruz)               | 41,15 | 33,85 | 8,94  | 2,55 | 1,37 | 2,19 | 1,28 | 1 096    |
| Ribeira Chã                      | 43,48 | 26,81 | 10,87 | 1,45 | 1,45 | 2,17 | 2,90 | 138      |
| Lagoa                            | 45,03 | 32,48 | 8,66  | 2,15 | 1,85 | 1,15 | 1,00 | 4 701    |

### Lajes das Flores
| Partido                 | Partido                        | Votos | %               | +/-   |
| ----------------------- | ------------------------------ | ----- | --------------- | ----- |
|                         | Partido Social Democrata       | 254   | 39,02 / 100,00  | 9,91  |
|                         | Partido Socialista             | 237   | 36,41 / 100,00  | 12,60 |
|                         | Bloco de Esquerda              | 44    | 6,76 / 100,00   | 3,31  |
|                         | Aliança Açores                 | 20    | 3,07 / 100,00   | 6,95  |
|                         | Coligação Democrática Unitária | 16    | 2,46 / 100,00   | 0,16  |
|                         | Pessoas–Animais–Natureza       | 11    | 1,69 / 100,00   | 0,05  |
|                         | Nós, Cidadãos!                 | 10    | 1,54 / 100,00   | Novo  |
|                         | Outros                         | 11    | 1,68 / 100,00   |       |
| Votos Inválidos         | Votos Inválidos                | 48    | 7,38 / 100,00   | 0,83  |
| Total                   | Total                          | 651   | 100,00 / 100,00 |       |
| Eleitorado/Participação | Eleitorado/Participação        | 1 279 | 50,90 / 100,00  | 2,98  |

| Freguesia        | %     | %     | %    | %     | %     | %    | %    | Votantes |
| Freguesia        | PSD   | PS    | BE   | AA    | CDU   | PAN  | NC   | Votantes |
| ---------------- | ----- | ----- | ---- | ----- | ----- | ---- | ---- | -------- |
| Fajã Grande      | 35,23 | 36,36 | 9,09 | 1,14  | 1,14  | 6,82 | 2,27 | 88       |
| Fajãzinha        | 41,67 | 38,89 | 5,56 | 0     | 0     | 0    | 2,78 | 36       |
| Fazenda          | 33,07 | 42,52 | 8,66 | 3,94  | 0,79  | 0    | 1,57 | 127      |
| Lajedo           | 50,91 | 25,45 | 3,64 | 1,82  | 5,45  | 0    | 0    | 55       |
| Lajes das Flores | 40,51 | 37,97 | 6,75 | 1,69  | 2,11  | 2,11 | 0,42 | 237      |
| Lomba            | 40,00 | 31,11 | 4,44 | 7,78  | 3,33  | 0    | 4,44 | 90       |
| Mosteiro         | 33,33 | 27,78 | 5,56 | 11,11 | 16,67 | 0    | 0    | 18       |
| Lajes das Flores | 39,02 | 36,41 | 6,76 | 3,07  | 2,46  | 1,69 | 1,54 | 651      |

### Lajes do Pico
| Partido                 | Partido                        | Votos | %               | +/-   |
| ----------------------- | ------------------------------ | ----- | --------------- | ----- |
|                         | Partido Social Democrata       | 941   | 42,77 / 100,00  | 8,49  |
|                         | Partido Socialista             | 902   | 41,00 / 100,00  | 10,87 |
|                         | Bloco de Esquerda              | 76    | 3,45 / 100,00   | 1,61  |
|                         | Aliança Açores                 | 56    | 2,55 / 100,00   | 6,26  |
|                         | Coligação Democrática Unitária | 36    | 1,64 / 100,00   | 0,43  |
|                         | Outros                         | 72    | 3,27 / 100,00   |       |
| Votos Inválidos         | Votos Inválidos                | 117   | 5,32 / 100,00   | 0,44  |
| Total                   | Total                          | 2 200 | 100,00 / 100,00 |       |
| Eleitorado/Participação | Eleitorado/Participação        | 4 504 | 48,85 / 100,00  | 2,99  |

| Freguesia          | %     | %     | %    | %    | %    | Votantes |
| Freguesia          | PSD   | PS    | BE   | AA   | CDU  | Votantes |
| ------------------ | ----- | ----- | ---- | ---- | ---- | -------- |
| Calheta de Nesquim | 51,85 | 31,85 | 1,48 | 1,48 | 0,74 | 135      |
| Lajes do Pico      | 36,09 | 45,57 | 3,52 | 1,58 | 2,55 | 823      |
| Piedade            | 50,40 | 36,15 | 2,64 | 2,37 | 0,79 | 379      |
| Ribeiras           | 44,39 | 40,96 | 3,66 | 3,89 | 1,14 | 437      |
| Ribeirinha         | 38,69 | 41,71 | 5,03 | 6,03 | 0,50 | 199      |
| São João           | 49,34 | 37,44 | 3,96 | 1,32 | 2,20 | 227      |
| Lajes do Pico      | 42,77 | 41,00 | 3,45 | 2,55 | 1,64 | 2 200    |

### Madalena
| Partido                 | Partido                        | Votos | %               | +/-   |
| ----------------------- | ------------------------------ | ----- | --------------- | ----- |
|                         | Partido Social Democrata       | 1 221 | 46,64 / 100,00  | 10,89 |
|                         | Partido Socialista             | 929   | 35,49 / 100,00  | 13,10 |
|                         | Bloco de Esquerda              | 111   | 4,24 / 100,00   | 2,42  |
|                         | Aliança Açores                 | 73    | 2,79 / 100,00   | 5,32  |
|                         | Coligação Democrática Unitária | 65    | 2,48 / 100,00   | 0,70  |
|                         | Outros                         | 65    | 2,49 / 100,00   |       |
| Votos Inválidos         | Votos Inválidos                | 154   | 5,88 / 100,00   | 0,37  |
| Total                   | Total                          | 2 618 | 100,00 / 100,00 |       |
| Eleitorado/Participação | Eleitorado/Participação        | 5 691 | 46,00 / 100,00  | 1,73  |

| Freguesia     | %     | %     | %    | %    | %    | Votantes |
| Freguesia     | PSD   | PS    | BE   | AA   | CDU  | Votantes |
| ------------- | ----- | ----- | ---- | ---- | ---- | -------- |
| Bandeiras     | 39,38 | 34,07 | 7,52 | 5,75 | 1,77 | 226      |
| Candelária    | 38,83 | 44,42 | 4,31 | 3,05 | 2,54 | 394      |
| Criação Velha | 47,11 | 34,16 | 3,31 | 0,28 | 3,86 | 363      |
| Madalena      | 47,93 | 33,72 | 4,71 | 3,17 | 2,59 | 1 041    |
| São Caetano   | 53,10 | 30,97 | 3,10 | 3,10 | 1,33 | 226      |
| São Mateus    | 51,36 | 35,87 | 2,45 | 1,90 | 1,90 | 368      |
| Madalena      | 46,64 | 35,49 | 4,24 | 2,79 | 2,48 | 2 618    |

### Nordeste
| Partido                 | Partido                        | Votos | %               | +/-   |
| ----------------------- | ------------------------------ | ----- | --------------- | ----- |
|                         | Partido Socialista             | 1 098 | 42,79 / 100,00  | 15,01 |
|                         | Partido Social Democrata       | 989   | 38,54 / 100,00  | 12,08 |
|                         | Bloco de Esquerda              | 155   | 6,04 / 100,00   | 2,74  |
|                         | Aliança Açores                 | 44    | 1,71 / 100,00   | 6,17  |
|                         | Coligação Democrática Unitária | 43    | 1,68 / 100,00   | 0,40  |
|                         | Outros                         | 93    | 3,63 / 100,00   |       |
| Votos Inválidos         | Votos Inválidos                | 144   | 5,61 / 100,00   | 0,29  |
| Total                   | Total                          | 2 566 | 100,00 / 100,00 |       |
| Eleitorado/Participação | Eleitorado/Participação        | 4 849 | 52,92 / 100,00  | 1,63  |

| Freguesia                    | %     | %     | %     | %    | %    | Votantes |
| Freguesia                    | PS    | PSD   | BE    | AA   | CDU  | Votantes |
| ---------------------------- | ----- | ----- | ----- | ---- | ---- | -------- |
| Achada                       | 52,10 | 34,03 | 0,84  | 0,84 | 2,94 | 238      |
| Achadinha                    | 48,15 | 30,45 | 10,70 | 2,06 | 1,23 | 243      |
| Algarvia                     | 32,96 | 44,69 | 3,35  | 4,47 | 1,68 | 179      |
| Lomba da Fazenda             | 38,79 | 40,95 | 6,90  | 1,51 | 1,29 | 464      |
| Nordeste                     | 37,74 | 42,30 | 7,70  | 1,73 | 1,26 | 636      |
| Salga                        | 49,80 | 32,55 | 7,06  | 0,78 | 1,18 | 255      |
| Santana                      | 47,52 | 34,71 | 4,96  | 0,41 | 3,72 | 242      |
| Santo António de Nordestinho | 37,35 | 48,19 | 2,41  | 4,22 | 1,20 | 166      |
| São Pedro de Nordestinho     | 51,75 | 33,57 | 4,20  | 0,70 | 1,40 | 143      |
| Nordeste                     | 42,79 | 38,54 | 6,04  | 1,71 | 1,68 | 2 566    |

### Ponta Delgada
| Partido                 | Partido                        | Votos  | %               | +/-   |
| ----------------------- | ------------------------------ | ------ | --------------- | ----- |
|                         | Partido Socialista             | 9 674  | 38,31 / 100,00  | 15,72 |
|                         | Partido Social Democrata       | 9 063  | 35,89 / 100,00  | 11,05 |
|                         | Bloco de Esquerda              | 2 597  | 10,28 / 100,00  | 4,96  |
|                         | Coligação Democrática Unitária | 764    | 3,03 / 100,00   | 0,31  |
|                         | Aliança Açores                 | 608    | 2,41 / 100,00   | 11,18 |
|                         | Pessoas–Animais–Natureza       | 336    | 1,33 / 100,00   | 0,34  |
|                         | Outros                         | 1 156  | 4,57 / 100,00   |       |
| Votos Inválidos         | Votos Inválidos                | 1 057  | 4,18 / 100,00   | 0,35  |
| Total                   | Total                          | 25 255 | 100,00 / 100,00 |       |
| Eleitorado/Participação | Eleitorado/Participação        | 64 483 | 39,17 / 100,00  | 0,20  |

| Freguesia                     | %     | %     | %     | %    | %    | %    | Votantes |
| Freguesia                     | PS    | PSD   | BE    | CDU  | AA   | PAN  | Votantes |
| ----------------------------- | ----- | ----- | ----- | ---- | ---- | ---- | -------- |
| Ajuda da Bretanha             | 29,53 | 46,46 | 11,02 | 4,03 | 0,79 | 1,18 | 254      |
| Arrifes                       | 43,95 | 33,80 | 9,17  | 2,63 | 1,73 | 0,84 | 2 018    |
| Candelária                    | 41,00 | 39,82 | 5,60  | 2,06 | 2,65 | 0,88 | 339      |
| Capelas                       | 42,02 | 31,63 | 9,74  | 3,44 | 1,98 | 1,24 | 1 366    |
| Covoada                       | 33,59 | 38,68 | 10,94 | 3,05 | 3,82 | 1,53 | 393      |
| Fajã de Baixo                 | 38,65 | 31,45 | 12,48 | 2,52 | 3,02 | 1,71 | 1 987    |
| Fajã de Cima                  | 38,72 | 35,28 | 11,33 | 2,79 | 2,97 | 1,67 | 1 077    |
| Fenais da Luz                 | 31,72 | 41,56 | 10,72 | 3,08 | 2,35 | 1,62 | 681      |
| Feteiras                      | 48,30 | 32,77 | 7,04  | 2,43 | 0,97 | 0,97 | 412      |
| Ginetes                       | 38,50 | 38,03 | 8,22  | 1,64 | 1,64 | 0,94 | 426      |
| Mosteiros                     | 31,58 | 49,43 | 6,18  | 3,89 | 3,43 | 0,23 | 437      |
| Pilar da Bretanha             | 35,66 | 42,64 | 8,53  | 4,26 | 1,55 | 1,94 | 258      |
| Ponta Delgada (São José)      | 37,69 | 35,18 | 10,10 | 3,71 | 3,75 | 1,24 | 2 425    |
| Ponta Delgada (São Pedro)     | 36,62 | 35,49 | 11,39 | 3,42 | 1,95 | 1,57 | 3 187    |
| Ponta Delgada (São Sebastião) | 34,08 | 40,96 | 9,07  | 2,91 | 3,24 | 1,48 | 1 819    |
| Relva                         | 33,64 | 38,29 | 11,90 | 4,00 | 2,14 | 1,21 | 1 076    |
| Remédios                      | 37,32 | 39,23 | 10,53 | 1,67 | 2,39 | 0,96 | 418      |
| Rosto do Cão (Livramento)     | 36,52 | 37,27 | 9,69  | 2,25 | 2,50 | 1,38 | 1 599    |
| Rosto do Cão (São Roque)      | 47,22 | 27,83 | 11,93 | 2,51 | 1,77 | 1,41 | 1 635    |
| Santa Bárbara                 | 38,30 | 38,30 | 8,21  | 3,04 | 0,61 | 1,82 | 329      |
| Santa Clara                   | 38,19 | 33,02 | 12,76 | 3,10 | 2,24 | 1,29 | 1 160    |
| Santo António                 | 40,51 | 34,18 | 9,28  | 3,80 | 2,25 | 0,98 | 711      |
| São Vicente Ferreira          | 30,86 | 44,17 | 8,36  | 3,30 | 2,17 | 1,55 | 969      |
| Sete Cidades                  | 50,90 | 35,13 | 5,73  | 1,43 | 1,08 | 0,36 | 279      |
| Ponta Delgada                 | 38,31 | 35,89 | 10,28 | 3,03 | 2,41 | 1,33 | 25 255   |

### Povoação
| Partido                 | Partido                        | Votos | %               | +/-   |
| ----------------------- | ------------------------------ | ----- | --------------- | ----- |
|                         | Partido Socialista             | 1 275 | 47,86 / 100,00  | 13,48 |
|                         | Partido Social Democrata       | 880   | 33,03 / 100,00  | 10,36 |
|                         | Bloco de Esquerda              | 149   | 5,59 / 100,00   | 2,34  |
|                         | Aliança Açores                 | 42    | 1,58 / 100,00   | 6,34  |
|                         | Coligação Democrática Unitária | 33    | 1,24 / 100,00   | 0,37  |
|                         | Outros                         | 95    | 3,58 / 100,00   |       |
| Votos Inválidos         | Votos Inválidos                | 190   | 7,13 / 100,00   | 1,23  |
| Total                   | Total                          | 2 664 | 100,00 / 100,00 |       |
| Eleitorado/Participação | Eleitorado/Participação        | 6 435 | 41,40 / 100,00  | 1,38  |

| Freguesia                  | %     | %     | %     | %    | %    | Votantes |
| Freguesia                  | PS    | PSD   | BE    | AA   | CDU  | Votantes |
| -------------------------- | ----- | ----- | ----- | ---- | ---- | -------- |
| Água Retorta               | 58,85 | 30,09 | 0,44  | 0,44 | 0,44 | 226      |
| Faial da Terra             | 40,91 | 36,36 | 1,95  | 1,95 | 3,25 | 154      |
| Furnas                     | 40,32 | 32,26 | 10,39 | 1,25 | 1,61 | 558      |
| Nossa Senhora dos Remédios | 38,49 | 45,01 | 4,48  | 1,22 | 0,81 | 491      |
| Povoação                   | 54,87 | 28,07 | 4,34  | 2,22 | 1,06 | 944      |
| Ribeira Quente             | 50,52 | 30,93 | 8,25  | 1,37 | 1,37 | 291      |
| Povoação                   | 47,86 | 33,03 | 5,59  | 1,58 | 1,24 | 2 664    |

### Ribeira Grande
| Partido                 | Partido                        | Votos  | %               | +/-   |
| ----------------------- | ------------------------------ | ------ | --------------- | ----- |
|                         | Partido Socialista             | 3 909  | 39,11 / 100,00  | 12,93 |
|                         | Partido Social Democrata       | 3 830  | 38,32 / 100,00  | 6,67  |
|                         | Bloco de Esquerda              | 893    | 8,94 / 100,00   | 1,99  |
|                         | Nós, Cidadãos!                 | 226    | 2,26 / 100,00   | Novo  |
|                         | Coligação Democrática Unitária | 209    | 2,09 / 100,00   | 0,11  |
|                         | Aliança Açores                 | 152    | 1,52 / 100,00   | 9,75  |
|                         | Outros                         | 334    | 3,34 / 100,00   |       |
| Votos Inválidos         | Votos Inválidos                | 441    | 4,41 / 100,00   | 0,09  |
| Total                   | Total                          | 9 994  | 100,00 / 100,00 |       |
| Eleitorado/Participação | Eleitorado/Participação        | 27 725 | 36,05 / 100,00  | 1,70  |

| Freguesia                  | %     | %     | %     | %    | %    | %    | Votantes |
| Freguesia                  | PS    | PSD   | BE    | NC   | CDU  | AA   | Votantes |
| -------------------------- | ----- | ----- | ----- | ---- | ---- | ---- | -------- |
| Calhetas                   | 40,67 | 32,00 | 8,67  | 9,67 | 1,33 | 0,33 | 300      |
| Fenais da Ajuda            | 37,28 | 44,33 | 3,53  | 0,76 | 1,51 | 3,27 | 397      |
| Lomba da Maia              | 35,21 | 44,70 | 4,51  | 0,23 | 2,26 | 2,71 | 443      |
| Lomba de São Pedro         | 54,09 | 32,08 | 1,26  | 1,26 | 1,89 | 3,14 | 159      |
| Maia                       | 52,88 | 31,01 | 6,49  | 2,04 | 1,32 | 0,48 | 832      |
| Pico da Pedra              | 39,04 | 30,99 | 12,83 | 1,40 | 4,96 | 1,87 | 1 068    |
| Porto Formoso              | 53,07 | 31,80 | 5,48  | 1,32 | 0,88 | 1,54 | 456      |
| Rabo de Peixe              | 28,53 | 40,23 | 14,18 | 6,89 | 1,86 | 1,07 | 1 770    |
| Ribeira Grande (Conceição) | 42,92 | 34,80 | 9,24  | 0,41 | 2,46 | 1,75 | 974      |
| Ribeira Grande (Matriz)    | 43,83 | 37,69 | 8,56  | 0,48 | 1,53 | 1,53 | 1 239    |
| Ribeira Seca               | 31,49 | 47,38 | 7,53  | 1,05 | 1,99 | 1,67 | 956      |
| Ribeirinha                 | 35,49 | 42,14 | 7,78  | 1,30 | 2,11 | 1,78 | 617      |
| Santa Bárbara              | 45,19 | 38,08 | 5,86  | 0,42 | 1,05 | 1,26 | 478      |
| São Brás                   | 31,48 | 53,11 | 6,56  | 0,33 | 1,64 | 0,66 | 305      |
| Ribeira Grande             | 39,11 | 38,32 | 8,94  | 2,26 | 2,09 | 1,52 | 9 994    |

### Santa Cruz da Graciosa
| Partido                 | Partido                        | Votos | %               | +/-   |
| ----------------------- | ------------------------------ | ----- | --------------- | ----- |
|                         | Partido Socialista             | 993   | 49,75 / 100,00  | 17,14 |
|                         | Partido Social Democrata       | 751   | 37,63 / 100,00  | 15,77 |
|                         | Bloco de Esquerda              | 55    | 2,76 / 100,00   | 0,48  |
|                         | Aliança Açores                 | 28    | 1,40 / 100,00   | 3,17  |
|                         | Coligação Democrática Unitária | 25    | 1,25 / 100,00   | 0,15  |
|                         | Outros                         | 45    | 2,25 / 100,00   |       |
| Votos Inválidos         | Votos Inválidos                | 99    | 4,96 / 100,00   | 1,18  |
| Total                   | Total                          | 1 996 | 100,00 / 100,00 |       |
| Eleitorado/Participação | Eleitorado/Participação        | 4 456 | 44,79 / 100,00  | 1,25  |

| Freguesia              | %     | %     | %    | %    | %    | Votantes |
| Freguesia              | PS    | PSD   | BE   | AA   | CDU  | Votantes |
| ---------------------- | ----- | ----- | ---- | ---- | ---- | -------- |
| Guadalupe              | 34,15 | 54,60 | 2,86 | 1,43 | 0,41 | 489      |
| Luz                    | 58,39 | 26,22 | 0,35 | 1,75 | 0,70 | 286      |
| Santa Cruz da Graciosa | 54,05 | 31,21 | 3,98 | 1,86 | 2,12 | 753      |
| São Mateus             | 53,85 | 37,18 | 2,44 | 0,43 | 1,07 | 468      |
| Santa Cruz da Graciosa | 49,75 | 37,63 | 2,76 | 1,40 | 1,25 | 1 996    |

### Santa Cruz das Flores
| Partido                 | Partido                        | Votos | %               | +/-   |
| ----------------------- | ------------------------------ | ----- | --------------- | ----- |
|                         | Partido Socialista             | 395   | 44,23 / 100,00  | 15,47 |
|                         | Partido Social Democrata       | 259   | 29,00 / 100,00  | 5,83  |
|                         | Aliança Açores                 | 53    | 5,94 / 100,00   | 16,41 |
|                         | Bloco de Esquerda              | 42    | 4,70 / 100,00   | 1,33  |
|                         | Coligação Democrática Unitária | 42    | 4,70 / 100,00   | 0,66  |
|                         | Nós, Cidadãos!                 | 18    | 2,02 / 100,00   | Novo  |
|                         | PCTP/MRPP                      | 9     | 1,01 / 100,00   | 0,45  |
|                         | Outros                         | 21    | 1,68 / 100,00   |       |
| Votos Inválidos         | Votos Inválidos                | 54    | 6,05 / 100,00   | 1,11  |
| Total                   | Total                          | 893   | 100,00 / 100,00 |       |
| Eleitorado/Participação | Eleitorado/Participação        | 1 919 | 46,53 / 100,00  | 2,36  |

| Freguesia             | %     | %     | %    | %    | %     | %    | %    | Votantes |
| Freguesia             | PS    | PSD   | AA   | BE   | CDU   | NC   | PCTP | Votantes |
| --------------------- | ----- | ----- | ---- | ---- | ----- | ---- | ---- | -------- |
| Caveira               | 55,32 | 23,40 | 4,26 | 4,26 | 2,13  | 2,13 | 2,13 | 47       |
| Cedros                | 33,33 | 25,00 | 3,33 | 0    | 21,67 | 1,67 | 3,33 | 60       |
| Ponta Delgada         | 30,38 | 48,10 | 9,49 | 1,90 | 3,16  | 1,90 | 0,63 | 158      |
| Santa Cruz das Flores | 47,93 | 25,00 | 5,41 | 5,89 | 3,66  | 2,07 | 0,80 | 628      |
| Santa Cruz das Flores | 44,23 | 29,00 | 5,94 | 4,70 | 4,70  | 2,02 | 1,01 | 893      |

### São Roque do Pico
| Partido                 | Partido                        | Votos | %               | +/-   |
| ----------------------- | ------------------------------ | ----- | --------------- | ----- |
|                         | Partido Socialista             | 611   | 42,08 / 100,00  | 14,82 |
|                         | Partido Social Democrata       | 562   | 38,71 / 100,00  | 11,69 |
|                         | Bloco de Esquerda              | 80    | 5,51 / 100,00   | 3,38  |
|                         | Coligação Democrática Unitária | 35    | 2,41 / 100,00   | 0,24  |
|                         | Aliança Açores                 | 31    | 2,13 / 100,00   | 7,20  |
|                         | Outros                         | 63    | 4,34 / 100,00   |       |
| Votos Inválidos         | Votos Inválidos                | 70    | 4,83 / 100,00   | 0,54  |
| Total                   | Total                          | 1 452 | 100,00 / 100,00 |       |
| Eleitorado/Participação | Eleitorado/Participação        | 3 202 | 45,35 / 100,00  | 3,10  |

| Freguesia         | %     | %     | %    | %    | %    | Votantes |
| Freguesia         | PS    | PSD   | BE   | CDU  | AA   | Votantes |
| ----------------- | ----- | ----- | ---- | ---- | ---- | -------- |
| Prainha           | 40,87 | 38,89 | 5,95 | 2,78 | 3,57 | 252      |
| Santa Luzia       | 38,18 | 49,70 | 0,61 | 1,82 | 0,61 | 165      |
| Santo Amaro       | 45,09 | 38,73 | 5,20 | 1,73 | 1,16 | 173      |
| Santo António     | 51,01 | 28,04 | 7,43 | 2,70 | 1,35 | 296      |
| São Roque do Pico | 38,16 | 40,99 | 5,83 | 2,47 | 2,65 | 566      |
| São Roque do Pico | 42,08 | 38,71 | 5,51 | 2,41 | 2,13 | 1 452    |

### Velas
| Partido                 | Partido                        | Votos | %               | +/-   |
| ----------------------- | ------------------------------ | ----- | --------------- | ----- |
|                         | Partido Socialista             | 797   | 34,55 / 100,00  | 14,63 |
|                         | Partido Social Democrata       | 766   | 33,20 / 100,00  | 15,70 |
|                         | Aliança Açores                 | 373   | 16,17 / 100,00  | 4,74  |
|                         | Bloco de Esquerda              | 124   | 5,37 / 100,00   | 2,84  |
|                         | Coligação Democrática Unitária | 50    | 2,17 / 100,00   | 0,89  |
|                         | Outros                         | 78    | 3,38 / 100,00   |       |
| Votos Inválidos         | Votos Inválidos                | 119   | 5,15 / 100,00   | 1,63  |
| Total                   | Total                          | 2 307 | 100,00 / 100,00 |       |
| Eleitorado/Participação | Eleitorado/Participação        | 5 020 | 45,96 / 100,00  | 1,72  |

| Freguesia    | %     | %     | %     | %    | %    | Votantes |
| Freguesia    | PS    | PSD   | AA    | BE   | CDU  | Votantes |
| ------------ | ----- | ----- | ----- | ---- | ---- | -------- |
| Manadas      | 34,12 | 44,12 | 8,82  | 2,94 | 0,59 | 170      |
| Norte Grande | 27,08 | 43,06 | 15,97 | 3,82 | 1,04 | 288      |
| Rosais       | 28,71 | 21,14 | 39,43 | 3,15 | 0,95 | 317      |
| Santo Amaro  | 33,61 | 33,05 | 16,25 | 4,48 | 2,24 | 357      |
| Urzelina     | 25,98 | 41,47 | 10,50 | 8,40 | 3,41 | 381      |
| Velas        | 44,21 | 28,21 | 11,21 | 6,30 | 2,77 | 794      |
| Velas        | 34,55 | 33,20 | 16,17 | 5,37 | 2,17 | 2 307    |

### Vila do Porto
| Partido                 | Partido                         | Votos | %               | +/-     |
| ----------------------- | ------------------------------- | ----- | --------------- | ------- |
|                         | Partido Socialista              | 926   | 44,05 / 100,00  | 17,21   |
|                         | Partido Social Democrata        | 656   | 31,21 / 100,00  | 14,34   |
|                         | Bloco de Esquerda               | 196   | 9,32 / 100,00   | 4,11    |
|                         | Coligação Democrática Unitária  | 75    | 3,57 / 100,00   | Estável |
|                         | Aliança Açores                  | 47    | 2,24 / 100,00   | 6,65    |
|                         | Partido Democrático Republicano | 24    | 1,14 / 100,00   | Novo    |
|                         | Outros                          | 56    | 2,68 / 100,00   |         |
| Votos Inválidos         | Votos Inválidos                 | 122   | 5,81 / 100,00   | 1,43    |
| Total                   | Total                           | 2 102 | 100,00 / 100,00 |         |
| Eleitorado/Participação | Eleitorado/Participação         | 5 452 | 38,55 / 100,00  | 2,89    |

| Freguesia      | %     | %     | %     | %    | %    | %    | Votantes |
| Freguesia      | PS    | PSD   | BE    | CDU  | AA   | PDR  | Votantes |
| -------------- | ----- | ----- | ----- | ---- | ---- | ---- | -------- |
| Almagreira     | 40,47 | 31,63 | 10,70 | 1,86 | 3,26 | 0    | 215      |
| Santa Bárbara  | 38,07 | 38,64 | 9,66  | 3,41 | 1,70 | 1,14 | 176      |
| Santo Espírito | 45,07 | 29,11 | 8,45  | 2,82 | 0,94 | 2,35 | 213      |
| São Pedro      | 37,50 | 34,64 | 10,00 | 3,93 | 2,50 | 0,71 | 280      |
| Vila do Porto  | 46,88 | 29,64 | 9,03  | 3,94 | 2,30 | 1,23 | 1 218    |
| Vila do Porto  | 44,05 | 31,21 | 9,32  | 3,57 | 2,24 | 1,14 | 2 102    |

### Vila Franca do Campo
| Partido                 | Partido                        | Votos  | %               | +/-   |
| ----------------------- | ------------------------------ | ------ | --------------- | ----- |
|                         | Partido Socialista             | 1 637  | 42,44 / 100,00  | 14,09 |
|                         | Partido Social Democrata       | 1 453  | 37,67 / 100,00  | 9,32  |
|                         | Bloco de Esquerda              | 286    | 7,42 / 100,00   | 4,14  |
|                         | Coligação Democrática Unitária | 73     | 1,89 / 100,00   | 0,14  |
|                         | Aliança Açores                 | 58     | 1,50 / 100,00   | 11,65 |
|                         | Nós, Cidadãos!                 | 55     | 1,43 / 100,00   | Novo  |
|                         | Outros                         | 125    | 3,26 / 100,00   |       |
| Votos Inválidos         | Votos Inválidos                | 170    | 4,40 / 100,00   | 0,57  |
| Total                   | Total                          | 3 857  | 100,00 / 100,00 |       |
| Eleitorado/Participação | Eleitorado/Participação        | 10 521 | 36,66 / 100,00  | 0,68  |

| Freguesia                         | %     | %     | %     | %    | %    | %    | Votantes |
| Freguesia                         | PS    | PSD   | BE    | CDU  | AA   | NC   | Votantes |
| --------------------------------- | ----- | ----- | ----- | ---- | ---- | ---- | -------- |
| Água de Alto                      | 45,13 | 34,51 | 8,67  | 1,95 | 1,06 | 1,06 | 565      |
| Ponta Garça                       | 37,57 | 42,86 | 6,85  | 1,73 | 1,24 | 0,74 | 1 211    |
| Ribeira das Tainhas               | 46,33 | 31,96 | 7,04  | 1,17 | 1,76 | 1,47 | 341      |
| Ribeira Seca                      | 41,06 | 38,12 | 10,26 | 2,05 | 0,88 | 2,05 | 341      |
| Vila Franca do Campo (São Miguel) | 48,31 | 33,30 | 7,34  | 1,58 | 1,24 | 2,71 | 886      |
| Vila Franca do Campo (São Pedro)  | 39,18 | 39,96 | 5,85  | 3,12 | 2,53 | 1,56 | 513      |
| Vila Franca do Campo              | 42,44 | 37,67 | 7,42  | 1,89 | 1,50 | 1,43 | 3 857    |

### Vila Praia da Vitória
| Partido                 | Partido                        | Votos  | %               | +/-   |
| ----------------------- | ------------------------------ | ------ | --------------- | ----- |
|                         | Partido Socialista             | 3 372  | 42,67 / 100,00  | 15,83 |
|                         | Partido Social Democrata       | 2 765  | 34,99 / 100,00  | 13,12 |
|                         | Bloco de Esquerda              | 521    | 6,59 / 100,00   | 2,64  |
|                         | Aliança Açores                 | 439    | 5,56 / 100,00   | 7,03  |
|                         | Coligação Democrática Unitária | 123    | 1,56 / 100,00   | 0,12  |
|                         | Outros                         | 241    | 3,05 / 100,00   |       |
| Votos Inválidos         | Votos Inválidos                | 441    | 5,58 / 100,00   | 0,71  |
| Total                   | Total                          | 7 902  | 100,00 / 100,00 |       |
| Eleitorado/Participação | Eleitorado/Participação        | 19 365 | 40,81 / 100,00  | 1,17  |

| Freguesia                     | %     | %     | %    | %     | %    | Votantes |
| Freguesia                     | PS    | PSD   | BE   | AA    | CDU  | Votantes |
| ----------------------------- | ----- | ----- | ---- | ----- | ---- | -------- |
| Agualva                       | 45,95 | 42,57 | 2,36 | 3,21  | 0,51 | 592      |
| Biscoitos                     | 40,21 | 37,44 | 8,32 | 4,68  | 2,25 | 577      |
| Cabo da Praia                 | 36,51 | 35,56 | 8,57 | 10,48 | 0,63 | 315      |
| Fonte do Bastardo             | 40,61 | 34,51 | 7,28 | 4,46  | 1,41 | 426      |
| Fontinhas                     | 40,52 | 38,79 | 5,49 | 7,51  | 0,77 | 1 039    |
| Lajes                         | 39,98 | 37,12 | 6,74 | 4,16  | 2,12 | 1 083    |
| Porto Martins                 | 37,31 | 30,59 | 9,76 | 9,76  | 1,30 | 461      |
| Praia da Vitória (Santa Cruz) | 45,52 | 29,00 | 7,79 | 5,96  | 2,06 | 2 131    |
| Quatro Ribeiras               | 48,42 | 35,79 | 5,26 | 4,21  | 1,05 | 190      |
| São Brás                      | 42,20 | 35,85 | 4,63 | 4,39  | 1,95 | 410      |
| Vila Nova                     | 47,05 | 38,20 | 4,57 | 2,95  | 1,18 | 678      |
| Vila Praia da Vitória         | 42,67 | 34,99 | 6,59 | 5,56  | 1,56 | 7 902    |